# الزورة
قرية الزورة هي إحدى القرى التابعة لمركز مغاغة بمحافظة المنيا في جمهورية مصر العربية. حسب إحصاءات سنة 2006، بلغ إجمالي السكان في الزورة 4379 نسمة، منهم 2234 رجلا و2145 امرأة.